# Kunstbedrijf
De term kunstbedrijf wordt in de praktijk vaak gebruikt voor:
- de typering van het bedrijf van een kunstenaar
- of de benaming van een kunstgalerie.

In de theorie wordt dit begrip wel gebruikt:
- voor een onderneming in de creatieve sector, de cultuursector of de kunstwereld.
- als aanduiding voor het bedrijf van een cultureel ondernemer
- of als model voor een kunstinstelling

## Theorie van het kunstbedrijf
Binnen de kunst- en cultuurwetenschap is er de laatste tijd een begin gemaakt met de theorievorming van het kunstbedrijf. Het kunstbedrijf wordt gezien als elk bedrijf, dat dient te functioneren in de economie en zich geleidelijk kan ontwikkelen.